# Guy George
Ne pas confondre avec le tueur en série Guy Georges, ni le syndicaliste Guy Georges.
Guy George (né le 17 juillet 1977) est un footballeur saint-lucien ayant joué pour des équipes de Sainte-Lucie.

## Biographie
Il commence à jouer au football professionnel en 2010 avec une équipe de Sainte-Lucie, le Micoud, club où il joue toujours.

## Équipes
- 2010-... :  Micoud